# Städtische soziale Bewegung
Städtische soziale Bewegungen oder städtische Bewegungen sind soziale Bewegungen, die einen festen räumlichen Bezug auf eine Stadt haben.

## Genauere Eingrenzung
Darüber hinaus zeichnet sich diese Art der sozialen Bewegung durch drei Merkmale aus:
„Erstens haben die Konflikte, auf die sie reagieren, ihren unmittelbaren Anlass auf der Ebene der Stadtpolitik;zweitens sind städtische soziale Bewegungen infrastrukturell in ihrem urbanen Umfeld verankert; drittens wird die Stadt als strategisches Aktionsfeld wahrgenommen. (Lebuhn)“ Margit Mayer definiert städtische soziale Bewegungen als soziale Bewegungen, die „als kollektive Akteure mobilisierend in den Prozess sozialen bzw. politischen Wandels eingreifen, und als städtisch, wenn ihre Ziele und ihre Aktionsbasis auf die Stadt und dort relevante Entscheidungsprozesse bezogen sind“. Der Begriff der städtischen sozialen Bewegungen wurde erstmals in den 1960er Jahren eingeführt. Damals waren vor allem Konflikte mit der städtischen Infrastruktur, Häuserkämpfe und Instandsetzerbewegungen Auslöser für die Entstehung von städtischen sozialen Bewegungen.